# Говови се да ме ваваш
Говови се да ме ваваш је једна од песама Индексовог радио позоришта. Пева је Драгољуб С. Љубичић Мићко имитирајући лидера Српске радикалне странке Војислава Шешеља.